# Силлов, Владимир Александрович
Влади́мир Алекса́ндрович Си́ллов (1901, Санкт-Петербург — 16 февраля 1930, Москва; расстрелян) — русский поэт, критик и педагог, примыкавший к кругу футуристов.

## Биография
Родился в 1901 году в Санкт-Петербурге.
Учился во Владивостоке, где во время Гражданской войны сложился как поэт и критик. Входил в футуристическое объединение при журнале «Творчество»; находился отчасти под влиянием Асеева, которому посвящены несколько его стихотворений тех лет. В 1920—1921 годах редактировал журналы «Восток» и «Юнь».
Впоследствии учился в Москве и преподавал в Высшем литературно-художественном институте, был ответственным секретарем журнала «Рабочий клуб», печатался в «Лефе» и других «левых» изданиях. Во второй половине 20-х годов сблизился с Пастернаком. Является автором библиографии Хлебникова, опубликованной в 1926 году в Москве. Участвовал в подготовке многотомного издания «Собрание произведений Велимира Хлебникова».
Заведующий литературной подсекцией Московского Пролеткульта (1926), член Президиума общественно-научного отдела Московской государственной консерватории (1926). В 1928—1930 годах — консультант производственного отдела 1-й фабрики «Совкино».
Арестован 8 января 1930 года, 13 февраля 1930 года осуждён коллегией ОГПУ за «шпионаж и контрреволюционную пропаганду» и 16 февраля 1930 года расстрелян.
Узнав о расстреле поэта, Борис Пастернак писал Николаю Чуковскому 1 марта 1930 года о своем потрясении и выделял Силлова «из Лефовских людей» как «укоряюще-благородный пример (…) нравственной новизны».
Реабилитирован 5 августа 1988 года.

### Семья
- Жена — Ольга Георгиевна Петровская (Диллон) (1902—1988), литератор, мемуаристка[6][21][22].
- Внук — Дмитрий Олегович Силлов (род. 1970) — российский писатель-фантаст.